# Holorusia vishnu
Holorusia vishnu är en tvåvingeart som beskrevs av Alexander 1971. Holorusia vishnu ingår i släktet Holorusia och familjen storharkrankar. Inga underarter finns listade i Catalogue of Life.